# Freycinetia naumannii
Freycinetia naumannii är en enhjärtbladig växtart som beskrevs av Otto Warburg. Freycinetia naumannii ingår i släktet Freycinetia och familjen Pandanaceae. Inga underarter finns listade.